# J9 新歌+Party精選
《J9 新歌+Party精選》是臺灣歌手蔡依林的一張合輯，由新力音樂於2004年11月12日發行。專輯收錄兩首新歌和九首重混歌曲。

## 背景和發行
2004年7月8日，蔡依林宣布將於同年8月7日在中國上海市虹口足球場展開首輪巡演「J1世界巡迴演唱會」。同年10月5日，蔡依林公布將於同年11月20日在臺灣臺北市中山足球場舉辦該演唱會的臺北場。同月27日，媒體報導蔡依林將於同年11月12日發行合輯《J9 新歌+Party精選》。

## 創作
第一主打〈招牌動作〉歌詞表達女生應自信，活出自己的態度和個性。歌曲〈單身公害〉改編自TheThe的〈It's You〉。專輯中的9首重混歌曲融合沙發音樂、科技舞曲、馳放音樂等音樂元素。

## 主題和造型
專輯名稱「J9」為「Jolin's Night」的縮寫，數字「9」代替英文「Night」，為歐美舞曲和黑人音樂中的常見寫法，並象徵專輯中的歌曲適合於夜晚狂歡時聽。同時，由於巡演名稱為「J1」，「J1」與「J9」加起來為10，寓意十全十美。
蔡依林在專輯封面中穿著由造型師鄭建國打造、價值新臺幣十萬元的手工白色蕾絲連衣裙和毛皮披肩，展現復古且性感的風格。

## 發行和宣傳
2004年10月22日，該專輯正式開放預購。專輯於同年11月12日正式發行，唱片公司表示此合輯僅限於當年11月至隔年2月期間發行，逾期將不再再版。專輯收錄了為配合「J1世界巡迴演唱會」量身打造的兩首新歌〈招牌動作〉和〈單身公害〉，以及九首重混歌曲。

### 音樂影片
歌曲〈招牌動作〉的MV由賴偉康和比爾賈共同執導。唱片公司投入新臺幣一百萬元搭建夜店場景和走秀伸展台，營造派對氛圍，讓蔡依林在熱鬧的人群中盡情揮舞。此外，唱片公司還斥資新臺幣五萬元，邀請造型師為蔡依林量身定做一套粉紅花蝴蝶裝。蔡依林本人負責了該MV中一半的編舞，並表示這支舞蹈不同於以往偏向小女生氣質的風格，動作較大，風格更酷、有個性且帶有野性美。歌曲〈單身公害〉的MV則由周啟民執導。

### 現場表演
2004年12月17日，蔡依林參加「2004年TVB8金曲榜頒獎典禮」，並演唱〈招牌動作〉。同月26日，她參加「新城勁爆頒獎禮2004」，演唱〈招牌動作〉。2005年1月11日，蔡依林在「第11屆全球華語音樂榜中榜頒獎典禮」上演唱〈招牌動作〉。同月16日，她出席「2005年Hito流行音樂獎頒獎典禮」，演唱〈招牌動作〉。2006年1月11日，蔡依林參加「第12屆全球華語音樂榜中榜頒獎典禮」，並再次演出〈招牌動作〉。

## 商業表現
專輯在臺灣玫瑰大眾、亞洲唱片和五大唱片的銷量排行榜週榜分別取得第二名、第三名、和第六名的最高成績。
此外，歌曲〈招牌動作〉獲得2004年臺灣Hit FM年度百首單曲第61名。

## 評價
騰訊娛樂評論評價該專輯為「有宣傳的舞曲精選作品」，主要收錄了《看我72變》和《城堡》中的快歌Remix版本，作為蔡依林首次世界巡演前的熱身宣傳。整張專輯本身沒有太多亮點，除了兩首新歌外，其餘歌曲均為當時市場上流行的快歌Remix。然而，由於蔡依林人氣高漲，並標榜「限量、限期」發售，仍吸引了眾多樂迷搶購。

## 獎項
2005年9月3日，歌曲〈招牌動作〉獲得第五屆全球華語歌曲排行榜25大歌曲獎。

## 曲目
| 曲序     | 曲目                                                                 |                          | 作曲 | 编曲              | 製作人   | 重混              | 时长  |
| -------- | -------------------------------------------------------------------- | ------------------------ | --- | ----------------- | -------- | ----------------- | ----- |
| 1.       | 招牌動作                                                             | 陳鎮川                   | - Edward Chan - Charles Lee | - 呂紹淳 - 林岑芳 | 薛忠銘   |                   | 3:12  |
| 2.       | 單身公害                                                             | 李焯雄                   | Kang Hyun-min | - 呂紹淳 - 林岑芳 | 薛忠銘   |                   | 3:44  |
| 3.       | 看我72變（Remix）                                                    | 陳鎮川                   | - Edward Chan - Charles Lee |                   |          | - 林依霖 - 呂紹淳 | 4:42  |
| 4.       | 乖貓（Remix）                                                        | 陳鎮川                   | - Anna Lidner - Charles Kwashie Tamakloe |                   |          | - 林依霖 - 呂紹淳 | 4:00  |
| 5.       | 說愛你（Remix）                                                      | 天天                     | 周杰倫 |                   |          | - 呂紹淳 - 林依霖 | 4:12  |
| 6.       | 愛情三十六計（Remix）                                                | 胡如虹                   | - Savan Kotecha - Andrew Frampton - Wayne Wilkins                                                                                           |                   |          | 呂紹淳            | 5:01  |
| 7.       | 海盜（Remix）                                                        | 陳鎮川                   | 周杰倫 |                   |          | - 呂紹淳 - 林依霖 | 4:24  |
| 8.       | 就是愛（Remix）                                                      | 天天                     | 周杰倫 |                   |          | - 呂紹淳 - 林依霖 | 4:39  |
| 9.       | Love Love Love（Remix）                                              | 天天                     | Konstantin Meladze |                   |          | - 呂紹淳 - 林依霖 | 4:36  |
| 10.      | 爆米花的味道（Remix）                                                | 方文山                   | 雲超 |                   |          | - 呂紹淳 - 林依霖 | 3:50  |
| 11.      | J9 Magic Non-Stop Remix（愛情三十六計+乖貓+Love Love Love+看我72變） | - 胡如虹 - 陳鎮川 - 天天 | - Savan Kotecha - Andrew Frampton - Wayne Wilkins - Anna Lidner - Charles Kwashie Tamakloe - Konstantin Meladze - Edward Chan - Charles Lee |                   |          | 呂紹淳            | 7:47  |
| 总时长： | 总时长：                                                             | 总时长：                 | 总时长： | 总时长：          | 总时长： | 总时长：          | 50:07 |

## 發行歷史
| 地區     | 日期           | 版本   | 格式    | 經銷商   |
| -------- | -------------- | ------ | ------- | -------- |
| 馬來西亞 | 2004年11月12日 | 不適用 | CD      | 新力音樂 |
| 臺灣     | 2004年11月12日 | 不適用 | CD      | 新力音樂 |
| 中國大陸 | 2004年11月12日 | 平裝版 | CD 卡帶 | 新索音樂 |
| 中國大陸 | 2004年11月12日 | 精裝版 | CD      | 新索音樂 |

## 外部連結
- YouTube上的《J9 新歌+Party精選》播放列表